# Lansdown Guilding
Lansdown Guilding (Saint Vincent, 9 mei 1797 - Bermuda, 22 oktober 1831) was een zoöloog. Hij is vooral bekend door zijn werken die de flora en de fauna van Saint Vincent en de Caraïben beschrijven.